# Vid Kavtičnik
Vid Kavtičnik (født 24. maj 1984) er en slovensk håndboldspiller, der spiller for Montpellier HB og det slovenske landshold. Han deltog under Sommer-OL 2004.